# Dar es Salaam

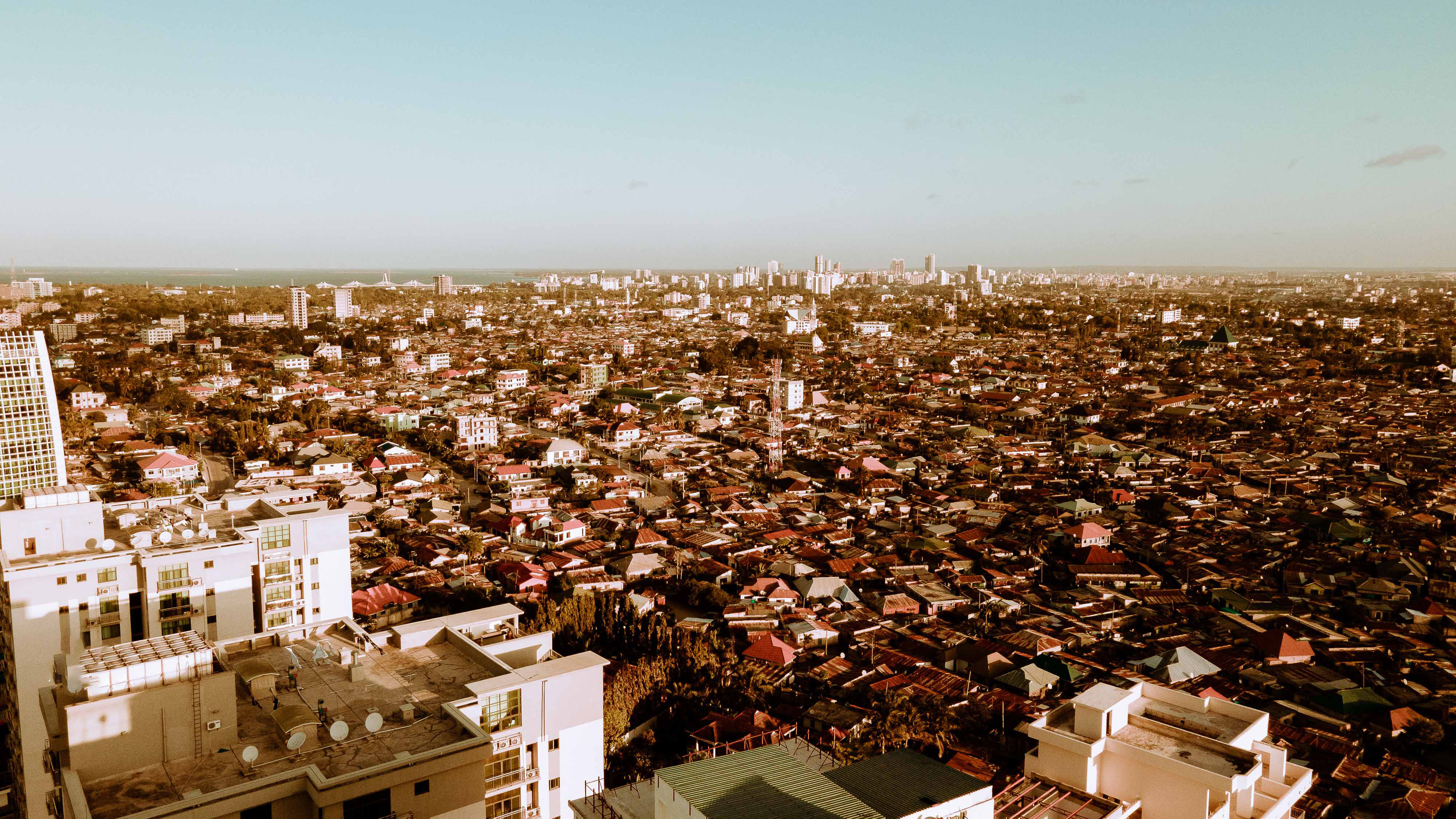
Dar es Salaam

Dar es Salaam je město v Tanzanii, ležící na východě země na pobřeží Indického oceánu při ústí řek Kizinga a Mzinga do oceánu. V letech 1964 až 1992 bylo hlavním městem Tanzanie, od roku 1992 je hlavním městem země Dodoma. Dar es Salaam je nejlidnatějším městem země (8 561 520 obyvatel), je ekonomickým a kulturním centrem Tanzanie. Historicky bylo město centrem Německé východní Afriky.

## Název
Název města pochází z arabského دار السلام (dár as-salám – dům míru), historický název města zněl před příchodem Arabů Mzizima.

## Klimatické poměry
Vzhledem k blízkosti rovníku a teplého indického oceánu má město tropické klima, které charakterizuje horké a vlhké období trvající o většinu roku. Roční úhrn srážek zde činí 1100 mm. Období dešťů je zde rozděleno na dvě; krátké v listopadu a prosinci a dlouhé v dubnu a květnu.
V souvislosti s klimatickými změnami buduje město zdi při mořském břehu, které mají omezit dopady vzrůstající eroze mořských vln směrem k vnitrozemí.

## Obyvatelstvo

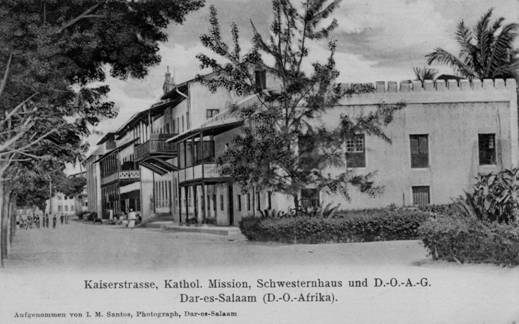
Kaiserstrasse v Dar se Salaamu v r. 1905

Počet obyvatel roste průměrným tempem 4.39% ročně (to je 3. největší město v Africe a 9. na světě). Podle odhadu bude v roce. 2020 ve městě žít 5,12 milionu obyvatel.
- 1925: 30 000
- 1948: 69 000
- 1957: 129 000
- 1972: 396 000
- 2005: 2 698 651

## Administrativní dělení
Město se ze správního hlediska dělí na tři části: Kinondoni, Ilala a Temeke.

## Historie
Prvním Evropanem, který se dostal na území dnešního města, byl v roce 1859 Němec Albrecht Roscher původem z Hamburku. V té době patřila oblast současného Dar es Salaamu sultánovi ze Zanzibaru, který zde nechal v roce 1862 skutečně město založit. Jako muslimský panovník zvolil název v arabštině, který se uchoval a dodržel do současnosti. Po jeho smrti zde nicméně začal sílit německý vliv. V roce 1887 bylo začleněno do kolonie  Německé východní Afriky, jehož se stal hlavním městem. 
Ekonomický význam se upevnil výstavbou železnice do vnitrozemí v roce 1900. Po porážce Německa v první světové válce přešlo celé území pod britskou správu a Dar es Salaam se stal správním centrem kolonie Tanganika.
Velká Británie kolonii převzala po První světové válce, město si udrželo svůj statut koloniálního centra. V souvislosti s tím zde vznikly nové čtvrti, které dokázali Britové postavit v meziválečném období. Proměnil se zcela např. Oyster Bay. Obyvatelstvo bylo evropské, africké, početná zde byla ale také komunita Asiatů. 
Došlo k další výstavbě města; po druhé světové válce následovala populační exploze, která byla dána sestěhováváním chudých vesničanů do metropole. Růst města, který rpobíhal zcela živelně, vedl k jeho rozšíření do rozměrů, kdy ve směru sever-jih zabírá přibližně délku 35 km a ve směru východ-západ cca 30 km.
V roce 1961 byl Dar es Salaam ustanoven za hlavní město nově vzniklého státu, bylo tak ale jen po nějakou dobu, kdy ji vystřídala Dodoma. 
V roce 1998 se zde odehrál útok na místní americkou ambasádu.
V roce 2004 zemětřesení a tsunami v Indickém oceánu zapříčinily smrt 11 lidí na břehu moře zde ve městě. Poškozen byl také i místní přístav.
Dne 25. srpna 2021 došlo ke střelbě v blízkosti místního francouzského velvyslanectví, při kterém zemřelo 5 lidí a šest bylo zraněno.

## Ekonomika
Dar es Salaam je nejvýznamnějším městem v zemi co do obchodu a ekonomického výkonu. Sídlí zde většina firem a velká část vládních úřadů, ačkoliv není hlavním městem. Zastoupena jsou různá odvětví průmyslu, jako např. potravinářský průmysl, textilní průmysl a výroba nábytku. Stojí zde také rponá rafinerie. Polovina průmyslových kapacit celé Tanzánie je soustředěna právě do Dar es Salaamu. Své pobočky tu mají některé firmy např. z Blízkého východu i Indie. Další hospodářský růst brzdí špatná infrastruktura, např. přerušené dodávky elektrické energie[zdroj?] nebo obecně korupce.

## Doprava

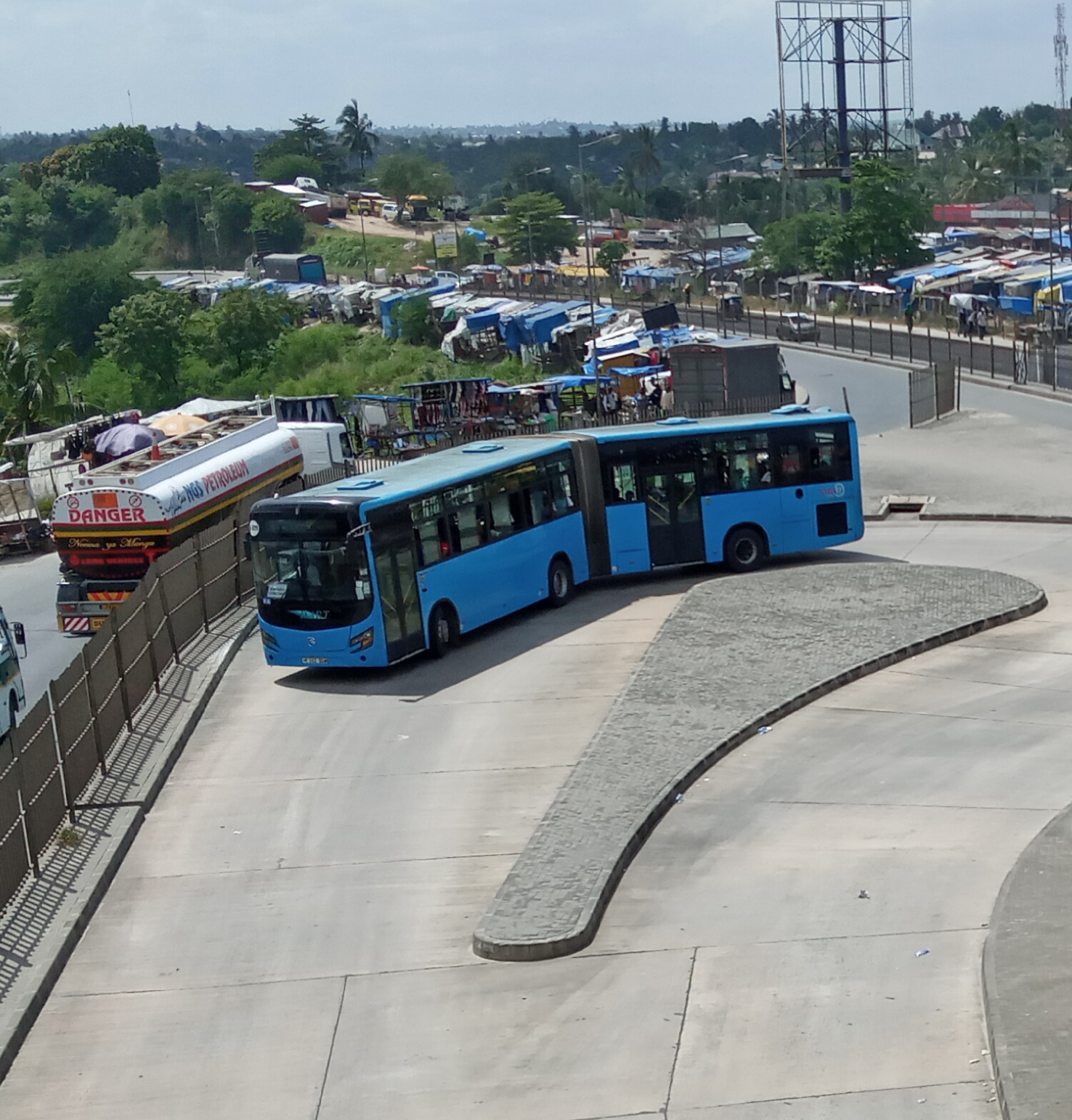
Autobus městské dopravy.

Ve městě stojí významný a již zmíněný přístav, dále potom mezinárodní letiště, které roku 2013 odbavilo 2,3 milionu cestujících. Mimo to sem směřují hlavní silnice a je zde také železniční spojení. Místní nádraží bylo modernizací doplněno, a tak zde je staré a nové hlavní nádraží.
Ve městě má výhledově vzniknout systém příměstské železnice. Od roku 2018 je zde provozován systém metrobusů, resp. kloubových městských autobusů. Ten se rozvíjí tak, aby zahrnoval postupně jednotlivé části města.
Dominantní stavbou silniční dopravy je most Kigamboni Bridge.
Klíčový je místní přístav, který má význam pro celé tanzanské hospodářství. Využívají jej i některé vnitrozemské státy Afriky, jako např. Burundi nebo Rwanda.

## Školství
Město je hlavním centrem školství pro Tanzánii. Stojí zde Daressalaamská univerzita a několik dalších vysokých škol. Mezi ně lze zařadit např. Otevřenou univerzitu Tanzánie, Pamětní univerzitu Huberta Kairukiho nebo Mezinárodní lékařskou a technologickou univerzitu. 

## Partnerská města
- Čchang-čou, Čína
- Hamburk, Německo
- Mázandarán, Írán
- Samsun, Turecko